# Ellen Estes
Ellen Marie Estes, nach Heirat Ellen Marie Lee, (* 13. Oktober 1978 in Portland, Oregon) ist eine ehemalige Wasserballspielerin aus den Vereinigten Staaten. Sie gewann bei Olympischen Spielen je eine Silber- und Bronzemedaille. Sie siegte je einmal bei Weltmeisterschaften und bei Panamerikanischen Spielen.

## Sportliche Karriere
Ellen Estes begann beim Marin Water Polo Club in Novato, wo sie auch die Highschool besuchte. Nach der Highschool nahm sie ein Studium an der Stanford University auf, 2002 gewann die Stanford Cardinal, das Sportteam ihrer Universität, die College-Meisterschaft.
Bei den Olympischen Spielen 2000 in Sydney stand erstmals auch ein Wasserballturnier für Frauen auf dem Programm. Centerspielerin Estes wurde in allen sieben Spielen der Nationalmannschaft eingesetzt. Im Halbfinale besiegte das US-Team die Niederländerinnen mit 6:5, im Finale unterlagen die Amerikanerinnen den Australierinnen mit 3:4. Im Juli 2003 fand die Weltmeisterschaft 2003 in Barcelona statt. Das US-Team gewann den Titel durch ein 8:6 über die Italienerinnen. Direkt im Anschluss wurden in Santo Domingo die Panamerikanischen Spiele ausgetragen. Im Finale besiegte das US-Team die Kanadierinnen mit 7:3. Bei den Olympischen Spielen 2004 in Athen unterlagen die Amerikanerinnen im Halbfinale den Italienerinnen, im Spiel um die Bronzemedaille bezwangen sie die Australierinnen mit 6:5. Ellen Estes erzielte im Olympiaturnier vier Tore, davon drei im Spiel um den dritten Platz.
Nach ihrer aktiven Karriere war Ellen Estes Lee unter anderem Assistenztrainerin an der Harvard University und ehrenamtlich beim Wasserballverband und beim United States Olympic & Paralympic Committee tätig.